# Focus (2001)
Focus ist ein US-amerikanisches Filmdrama aus dem Jahr 2001. Regie führte Neal Slavin, das Drehbuch schrieb Kendrew Lascelles anhand eines Romans von Arthur Miller aus dem Jahr 1945.

## Handlung
Die Handlung spielt während des Zweiten Weltkriegs. Der Unternehmer Lawrence Newman heiratet die Jobbewerberin Gertrude Hart, deren Name ihm zuerst zu jüdisch klingt. Die Eheleute ziehen nach Brooklyn. Dort werden sie irrtümlich für Juden genommen und mit antisemitischen Vorurteilen konfrontiert. Das Ehepaar freundet sich mit dem jüdischen Einwanderer Finkelstein an.

## Kritiken
Roger Ebert schrieb in der Chicago Sun-Times vom 9. November 2001, der Film sei nicht realistisch. Er wirke wie ein Versuch, wie ein sozialkritischer Film der 1940er Jahre auszusehen.
Desson Thomson schrieb in der Washington Post, der Film eigne sich besser als Hilfsmittel beim Unterricht in einer High School als Kunst.

## Auszeichnungen
Der Film gewann im Jahr 2002 den Political Film Society Award für Menschenrechte. William H. Macy gewann 2002 einen Preis des Internationalen Filmfestivals Karlovy Vary, Neal Slavin wurde für einen weiteren Preis des Festivals nominiert. Neal Slavin wurde 2002 für den Grand Prix des Flanders International Film Festivals nominiert. Der Film wurde 2002 für den Tonschnitt der Musik für den Golden Reel Award nominiert.

## Hintergründe
Der Film wurde in Toronto und in Uxbridge (Ontario) gedreht. Die Weltpremiere fand am 9. September 2001 auf dem Toronto International Film Festival statt. Am 2. November 2001 kam der Film in die ausgewählten Kinos der USA, in den er ca. 718 Tsd. US-Dollar einspielte.